# Tinau
Der Tinau (Nepali तिनाउ) ist ein linker Nebenfluss des Dano in der südnepalesischen Verwaltungszone Lumbini.

## Quelle und Verlauf
Der Tinau entspringt im Mahabharat, der Gebirgsregion des Vorderen Himalaya, auf einer Höhe von etwa 3500 m.
Der Tinau durchfließt den Vorderen Himalaya, wobei er hauptsächlich längs der Bergketten in Ost-West- und West-Ost-Richtung strömt. Der Fluss entwässert den südlichen Teil des Distrikts Palpa. Er durchbricht schließlich die Siwaliks und erreicht bei Butwal den Distrikt Rupandehi und das Terai, eine dem Himalaya vorgelagerte Ebene. Bei Butwal spaltet sich der Dano rechtsseitig ab. Im Unterlauf fließt der Tinau in südwestlicher Richtung westlich an der Stadt Siddharthanagar vorbei und trifft schließlich kurz vor der indischen Grenze nahe Lumbini Sanskritik wieder auf den Dano, der ihn aufnimmt. Der Dano fließt weiter in südwestlicher Richtung, überquert die Grenze nach Uttar Pradesh und mündet schließlich nach weiteren etwa 50 km in den Rapti, einen  indirekten Nebenfluss des Ganges.